# Lletrista
|  | Aquest article tracta sobre Lletrista. Vegeu-ne altres significats a «Lletrista (còmic)». |

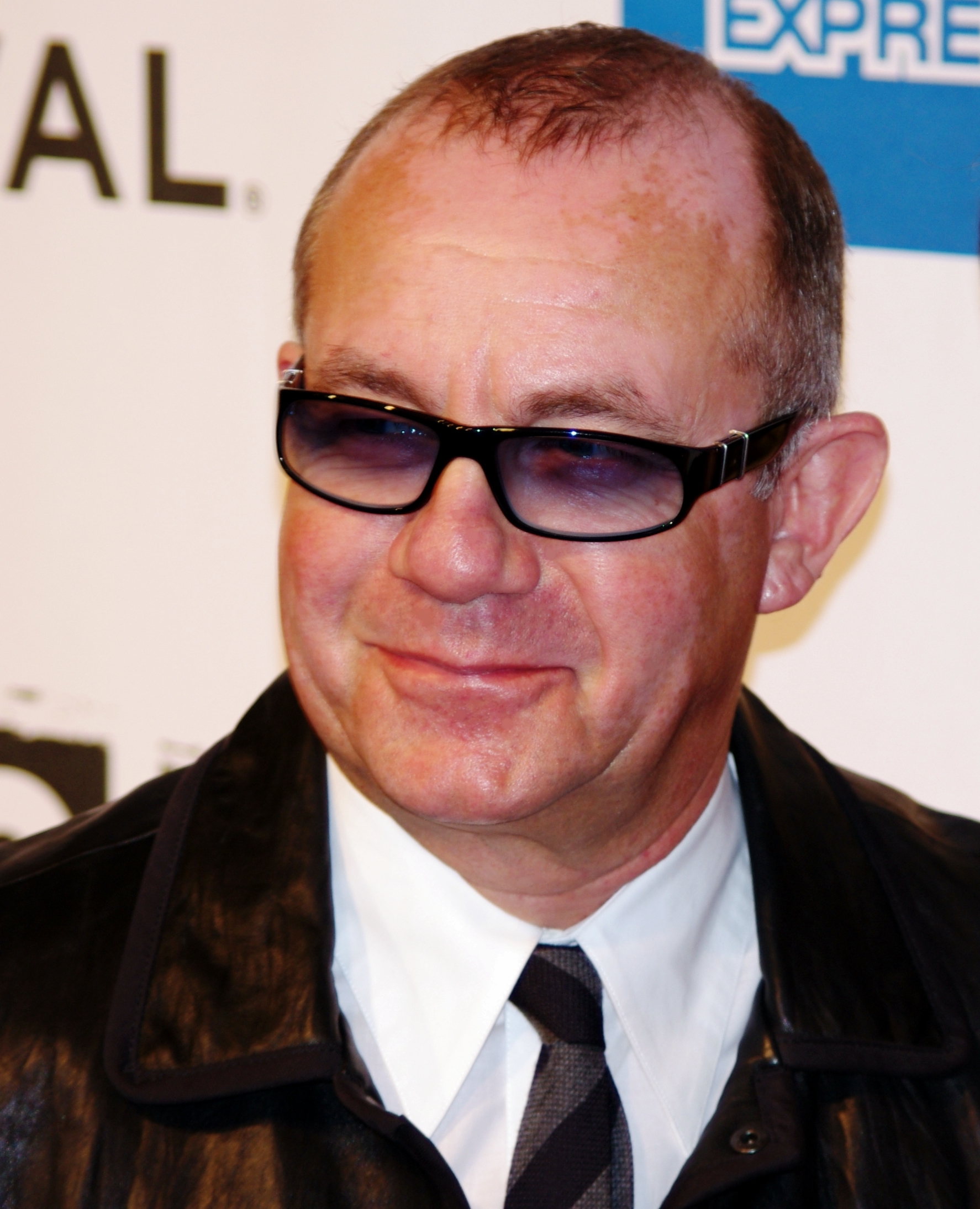
Bernie Taupin, lletrista habitual d'Elton John

Un lletrista és un escriptor que s'ha especialitzat en la creació de lletres per a cançons. Normalment és una activitat pagada i a encàrrec. Els cantants que escriuen la lletra de les seves pròpies cançons s'anomenen cantautors.
Alguns lletristes treballen estretament al costat dels compositors, participant ambdós en la lletra i melodia, de manera que, a vegades, el lletrista només escriu la lírica per una peça ja totalment composta. A vegades també s'associen per a treballar per separat, per exemple, Bernie Taupin escrivia les lletres i les entregava a Elton John, qui després componia la música.
A l'òpera, el llibretista desenvolupa la tasca del lletrista, ja que és el responsable de tot el text que es recita o es canta en una obra.